# Praça do Comércio
Praça do Comércio ("Handelsplein") is een groot plein in het centrum van Lissabon, vlak bij de Taag. Het plein staat nu nog bekend als Terreiro do Paço ("Paleisplein") naar het Ribeirapaleis, dat hier voor 1755 nog stond en dat toen verwoest werd door de grote aardbeving van Lissabon. Op het nieuwe plein werd in 1775 een standbeeld onthuld van de toenmalige koning Jozef I van Portugal gemaakt door Machado de Castro.
In 1908 vond op het plein de Koningsmoord van Lissabon plaats.
In 1974 was dit plein het toneel voor de Anjerrevolutie, die een einde maakte aan het bewind van Marcello Caetano.

## Galerij

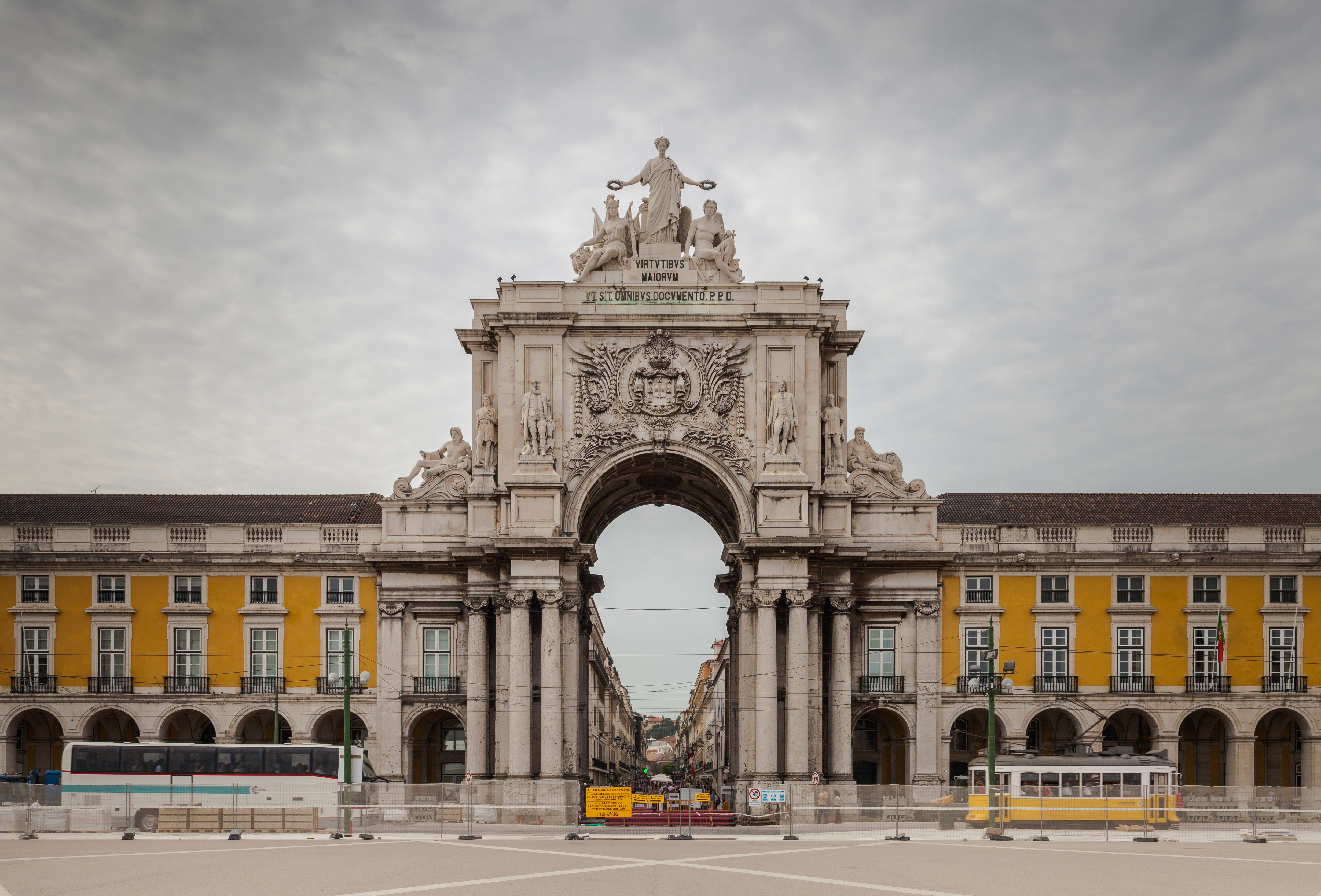
Zicht op de boog die het Praça do Comércio met de Augustastraat verbindt.
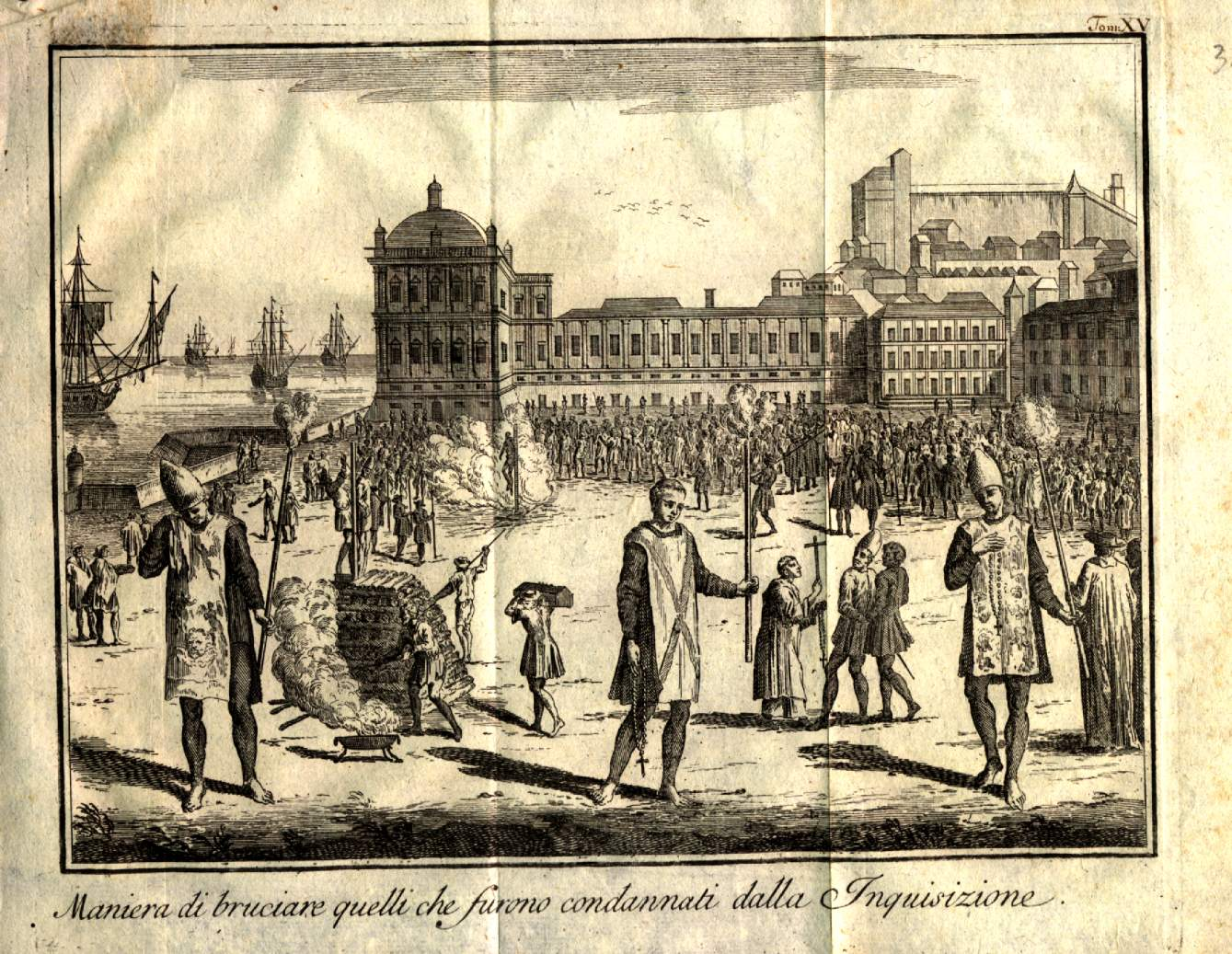
Manier om degenen te verbranden die door de Portugese Inquisitie werden veroordeeld, deze gravure toont het Praça do Comércio van Lissabon (destijds het Paleisplein genoemd) vóór de aardbeving van 1755